# Ragazze da marito (film 1952)
Ragazze da marito è un film del 1952 diretto da Eduardo De Filippo.

## Trama
Oreste, un impiegato del ministero, a causa di una speculazione sbagliata perde una forte somma che le tre figlie avevano messo insieme per la villeggiatura della famiglia. Mal consigliato dall'amico Giacomino, un intrallazzatore arruffone che vende pentolame su una bancarella viaggiante con il giovane Salvatore, favorisce alcune pratiche di licenze d'esportazione, attraverso versamenti illeciti di compensi. Con quei soldi manda la moglie e le tre figlie a Capri. Le vacanze, progettate per trovare un buon marito a ciascuna delle tre, non saranno però tranquille. Gina, la maggiore, viene messa incinta da Claudio, che aveva già sedotto una piacente signora veneta moglie di un battelliere perennemente lontano per lavoro; Anna Maria, la minore, donerà il suo cuore a un giovane di modesta condizione e Gabriella giungerà al sospirato matrimonio con il figlio di un ricco industriale milanese ma dovrà allontanarsi dalla famiglia. Il giorno delle nozze, Oreste viene costretto alle dimissioni dai suoi superiori, che hanno scoperto i suoi intrallazzi ma non lo denunciano poiché terranno conto dei venticinque anni precedenti di servizio inappuntabile.

## Distribuzione
Il film venne iscritto al Pubblico registro cinematografico con il n. 1.170. Presentato alla Commissione di Revisione Cinematografica il 12 novembre 1952, ottenne il visto di censura n. 13.142 del 13 novembre 1952, con una lunghezza della pellicola di 2.556 metri.. A seguito dell'autorizzazione, la casa di produzione dichiarò che avrebbe provveduto a censurare tutte le occorrenze delle parole "esportazione" e "importazione", sostituendole con la parola "operazione" o un sinonimo.
Ebbe la prima proiezione pubblica il 19 novembre 1952. Venne proiettato in Germania, col titolo Madchen zum heiraten e in Portogallo, col titolo Três Raparigas Para Casar, il 26 gennaio 1955 . Venne girato negli studi della Titanus alla Farnesina e, per gli esterni, a Roma (le scene della bancarella davanti alla Stazione Termini) e a Capri. L'incasso, accertato sino a tutto il 31 marzo 1959, fu di 176.367.626 lire .

## Altri tecnici
- Consulente musicale: Antonio Antonini
- Arredatore: Luigi Gervasi
- Aiuto regista: Augusto Carloni
- Operatore: Antonio Belviso
- Assistente operatore: Giuseppe Ruzzolini
- Direttore di produzione: Claudio Forges Davanzati e Vittorio Musy Glori
- Ispettore di produzione: Gino Doniselli
- Segretario di produzione: Antonio Palumbo
- Segretaria di edizione: Gina Guglielmotti
- Fonico: Vittorio Trentino
- Fotografo di scena: Giovanni Battista Poletto